# Movimento artístico
Um movimento artístico é caracterizado por ideias comuns, data de criação, local, participantes e, em alguns casos, por um manifesto.
Considera-se o impressionismo como o primeiro movimento a incorporar  maioria dessas características. Anteriormente, e sobretudo desde a constituição da chamada arte autônoma - quando o fazer artístico se descola da sua função religiosa, seguindo "em direção a formas cada vez mais independentes, como o mecenato secular e finalmente a produção para o mercado"  - a História da Arte tratava de períodos, escolas, tendências ou estilos (o período  renascentista, a  escola  flamenga", o  gótico" e a  tendência romântica, por exemplo).
A constituição de movimentos artísticos ocorre a partir do final do século XIX, com o impressionismo e será a marca da arte moderna da primeira metade do século XX, quando cada movimento era considerado uma vanguarda artística.